# Amarna Grab 23
Beim Grab 23 in der Nekropole der mittelägyptischen Stadt Amarna handelt es sich um das Grab des Any, der als Schreiber des Königs, Domänenvorsteher und Schreiber des Opfertisches ein wichtiger Würdenträger am Hof in Achet-Aton war. Die Grabanlage, die zur südlichen Gräbergruppe gehört, wurde nie fertiggestellt. Es gibt eine in den Fels gehauene kleine, unfertige Grabkapelle und eine Grabkammer. Im Gegensatz zu den anderen Felsengräbern hoher Beamter in Amarna fand hier vielleicht sogar eine Bestattung statt.
Die Grabkapelle kann über eine in die Tiefe gehende Treppe erreicht werden. Der Eingang ist mit Inschriften dekoriert, die den Sonnengott Aton, den König Echnaton und dessen Gemahlin Nofretete nennen. Im untersten Register ist Any in Gebetshaltung dargestellt. Links und rechts vom Eingang befinden sich sechs Nischen, in denen sich sechs Stelen befanden, die Any zeigen. Hinter dem Eingang folgt eine weitgehend undekorierte längliche Halle. Von hier führt ein Schacht in die Grabkammer. Am Ende der Halle befindet sich eine kleine Kultnische mit einer Statue des Any. Die Wände zeigen Malereien, die Any mit einem Diener, einmal am Opfertisch und einmal mit einer Frau zeigen.

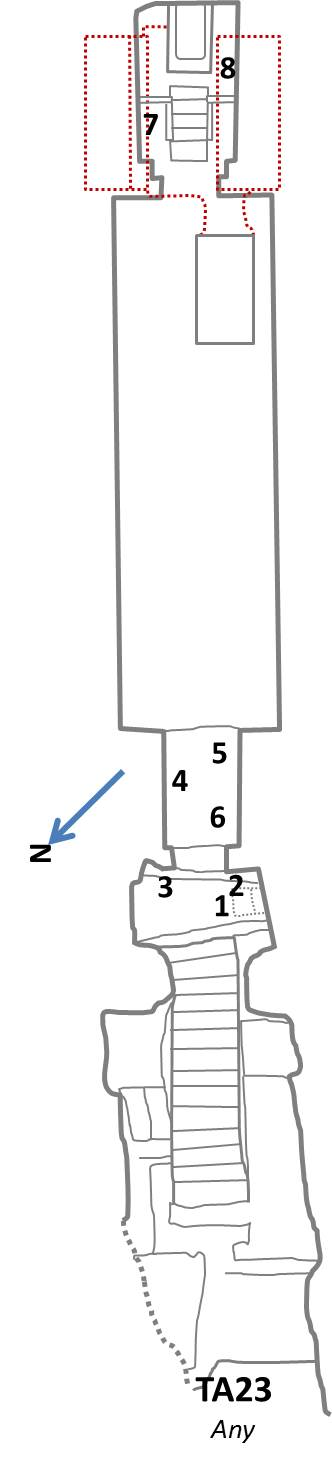
Plan des Grabes
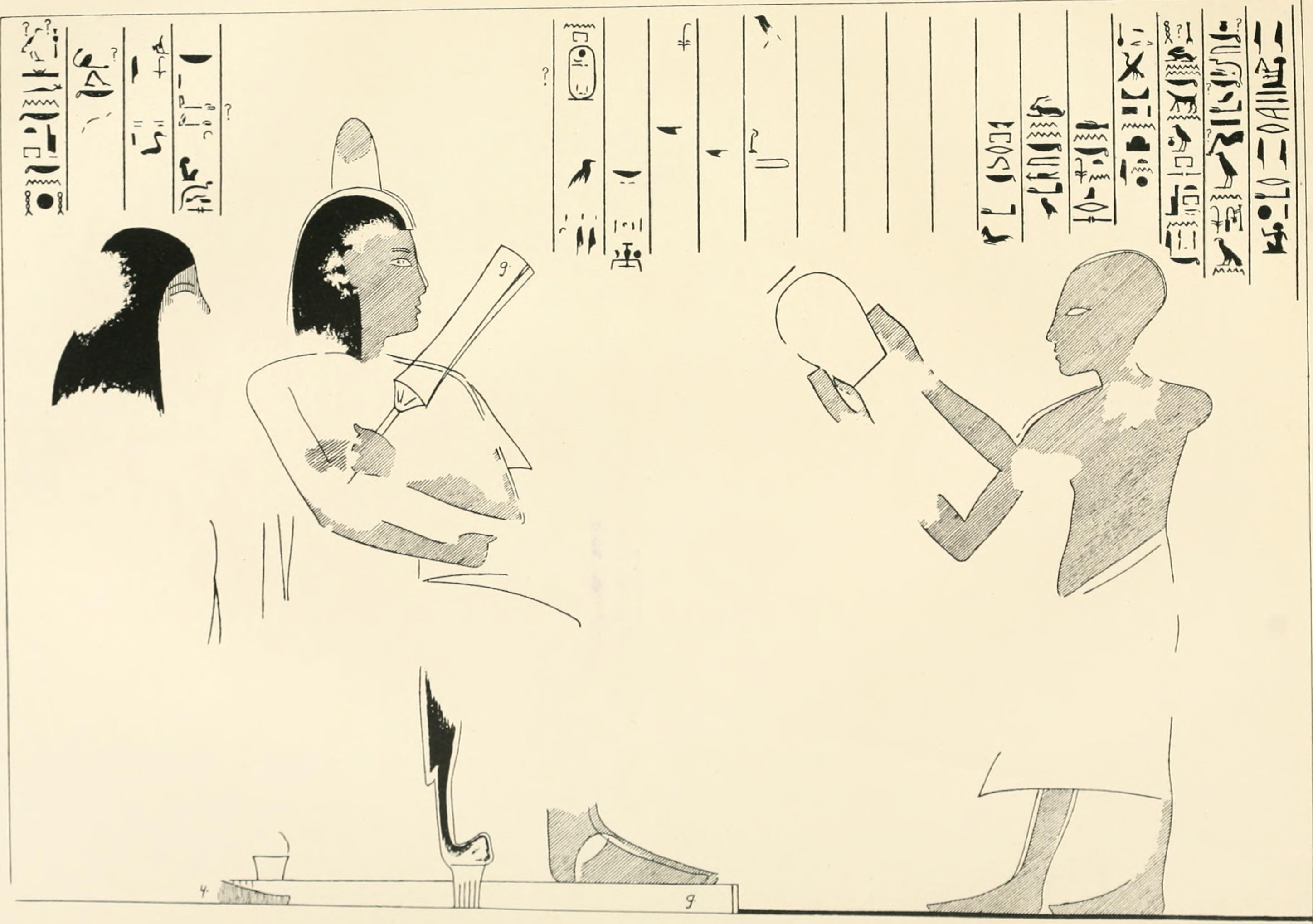
Opfer vor Any und seiner Gemahlin
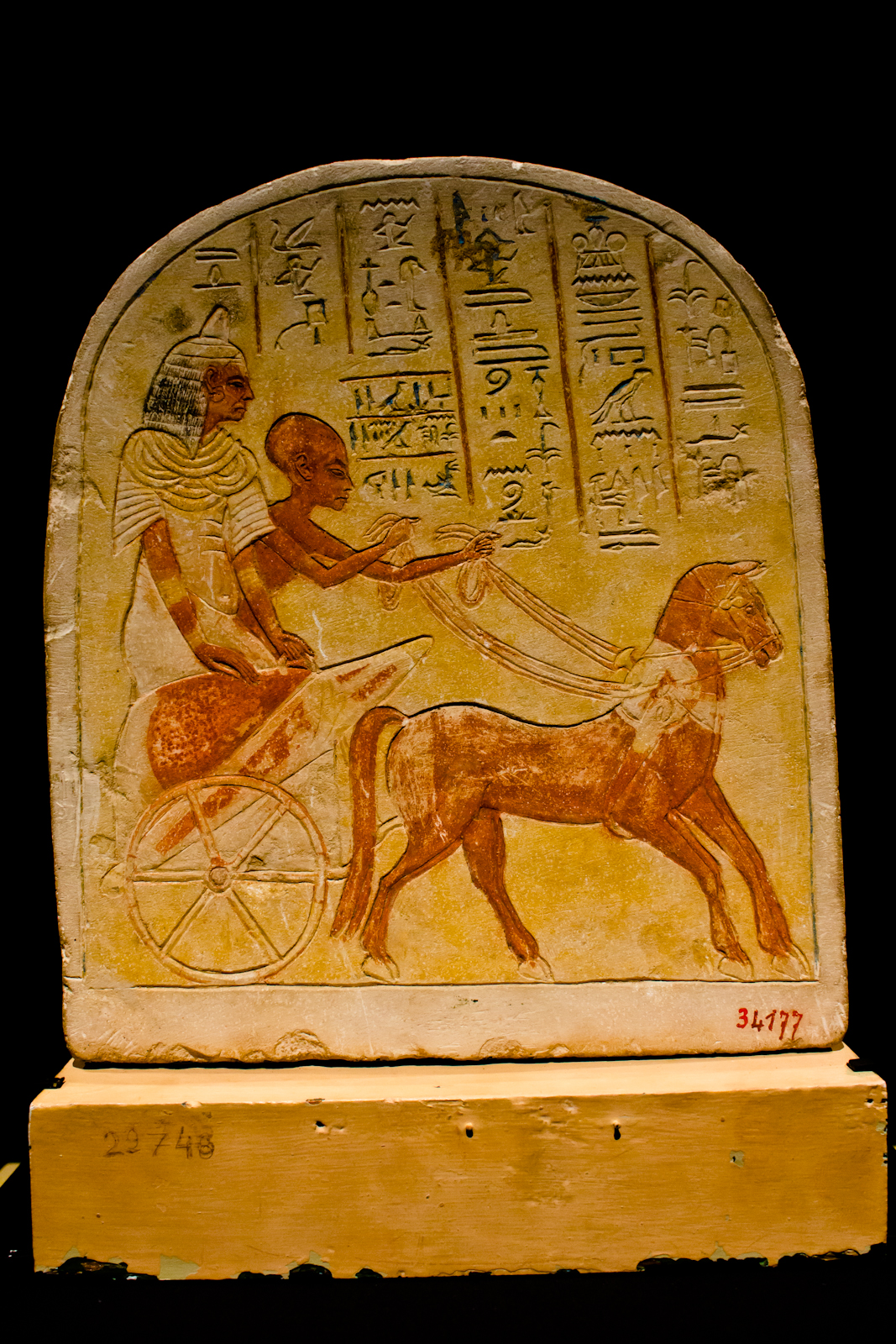
Stele des Any, Kairo, Ägyptisches Museum Inventarnummer CG 34177 = JE 29748